# Oscar Rydqvist
Oscar Fredrik Rydqvist, född 13 juni 1893 i Sundsvall, död 12 mars 1965 i Stockholm, var en svensk journalist, författare, dramatiker, manusförfattare och regissör. Han skrev under signaturen Åbergsson.

## Biografi
Oscar Rydqvist var son till speceri- och diversehandlaren Claes Oscar Rydqvist och hans hustru Hilda Charlotta, född Larsson. Efter studentexamen vid Sundsvalls högre allmänna läroverk 1911 studerade han 1911–1913 vid Uppsala universitet, utan att avlägga examen. Samtidigt medarbetade han i Sundsvalls Tidning och 1913–1915 i den av Aftonbladet utgivna tidningen Dagen. Från 1916 till 1959 arbetade han på Dagens Nyheter, med avbrott för åren 1918–1923, då han var anställd vid Svensk Filmindustri.
Under signaturen "Åbergsson" var han under mellankrigstiden en populär reporter som ofta skickades ut för att skildra stora evenemang. Med sin lätt respektlösa ton bidrog han till att minska den dåvarande vördnadsfulla attityden mot makthavare bland journalisterna. Hans stil hade inflytande särskilt bland yngre kollegor, och var influerad av filmen med korta slående repliker och snabba växlingar mellan översikter och närbilder. 
Rydqvist hade i sin ungdom varit vänsterradikal, men utvecklades med tiden till en trogen anhängare av Per Albin Hanssons folkhemspolitik.  
Han skrev många filmmanuskript, flera i samarbete med regissören Gustaf Edgren. Bland deras filmer finns succéer som Simon i Backabo och den politiskt samförståndsorienterade Karl Fredrik regerar, om stataren som blir jordbruksminister.
Som författare skrev Rydqvist främst kåseri- och novellsamlingar, men även ett par faktaböcker där han beskrev utvecklingen under första världskrigets senare år. Hans bidrag till barnlitteraturen var ett antal katthistorier, samlade i Jeppe reser jorden runt (1928), som fick två senare efterföljare. Böckerna var en sorts föregångare till Gösta Knutssons berättelser om Pelle Svanslös och innehöll inte bara kattäventyr, utan också många satiriska anspelningar på aktuella händelser i tiden.
Signalen Viktigt meddelande till allmänheten, som i folkmun kallas "Hesa Fredrik", sägs ha uppkallats efter honom, då han uttryckt att han tyckte signalen var lika hes som han själv.
Oscar Rydqvist är gravsatt på Norra begravningsplatsen i Solna.

## Grönköpings Veckoblad
När Hasse Zetterström 1916 gjorde Grönköpings Veckoblad till en självständig tidning blev Oscar Rydqvist tidningens huvudförfattare. Många av Grönköpings fiktiva invånare skapades av Rydqvist. Till dessa hör polisen Paulus Bergström, diktaren Alfred Vestlund, och inte minst förre förrädaren Peterzohn, som emellertid var en ganska ordinär fyllerist när Rydqvist skrev om honom första gången.
Genom att parodiera överdriven patriotism kom han att föra måttfullhetens talan, och den inriktning han gav Grönköpings Veckoblad innebar (under sken av motsatsen) att tidningen tydligare ställde sig till vänster än den tidigare och senare gjort.

## Filmmanus (i urval)
- 1923 – Boman på utställningen
- 1931 – Hans Majestät får vänta
- 1931 – Falska miljonären
- 1933 – Hemliga Svensson
- 1934 – Simon i Backabo
- 1934 – Karl Fredrik regerar
- 1935 – Valborgsmässoafton
- 1936 – Johan Ulfstjerna
- 1937 – Ryska snuvan
- 1938 – Styrman Karlssons flammor
- 1943 – Katrina
- 1945 – Trötte Teodor
- 1945 – Hans Majestät får vänta
- 1946 – Driver dagg faller regn
- 1947 – Tösen från Stormyrtorpet
- 1948 – En svensk tiger